# Zdeňka Čermáková

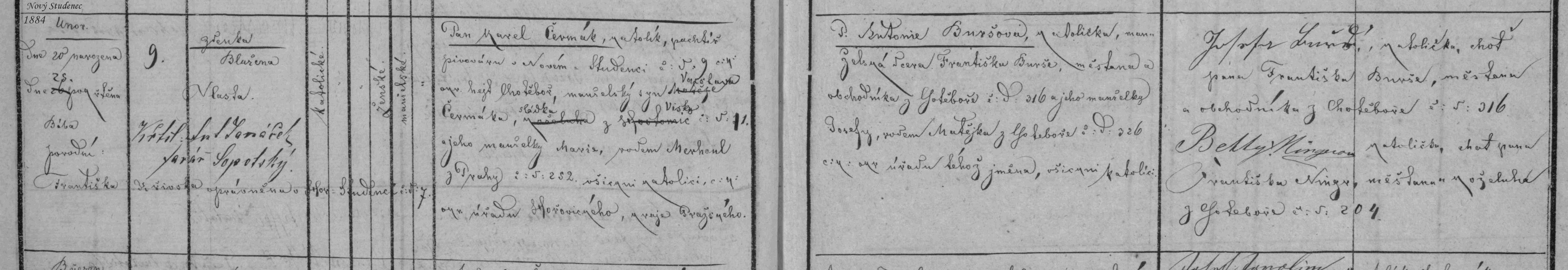
matriční zápis o narození a křtu MUDr. Zdeňky Čermákové (matrika N 1856-1896, Nový Studenec (SOA Zámrsk))

Zdeňka Čermáková (20. února 1884, Nový Studenec – 16. ledna 1968, Volosk, Jugoslávie) byla česká lékařka.

## Životopis
Narodila se v rodině sládka v Novém Studenci, pozdější součásti města Ždírec nad Doubravou, nedaleko Chotěboře. Promovala na české Karlo-Ferdinandově univerzitě v Praze dne 16. ledna 1909 jako desátá žena.
Kariéru zahájila v ústavu pro děti skrufulozní profesora Hamzy v Luži. V roce 1910 odjela s Emilem Geistlichem do Bašky na Krku, kde se stala lázeňskou a obvodní lékařkou. V roce 1914 byla jmenována okresní lékařkou na ostrově Krk. V roce 1915 se vrátila do Prahy a od roku 1916 pracovala jako lékařka Nervového sanatoria ve Veleslavíně. Tady byla od května 1918 jedním z lékařů pečujících o Charlottu Garrigue-Masarykovou. V roce 1921 odjela zpět do Bašky a v Jugoslávii již zůstala až do konce svého života.
Zemřela 16. ledna 1968 v naprosté chudobě v domově pro přestárlé osoby ve Volosku nedaleko Opatije. Pohřbena je v Bašce na ostrově Krku. V Bašce nese její jméno ulice a místní ambulance.

## Galerie

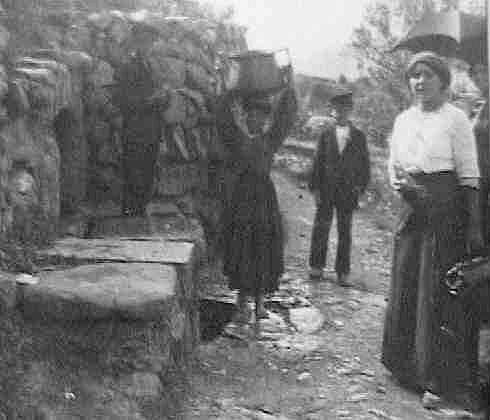
Zdeňka Čermáková na cestě za pacienty (1911)
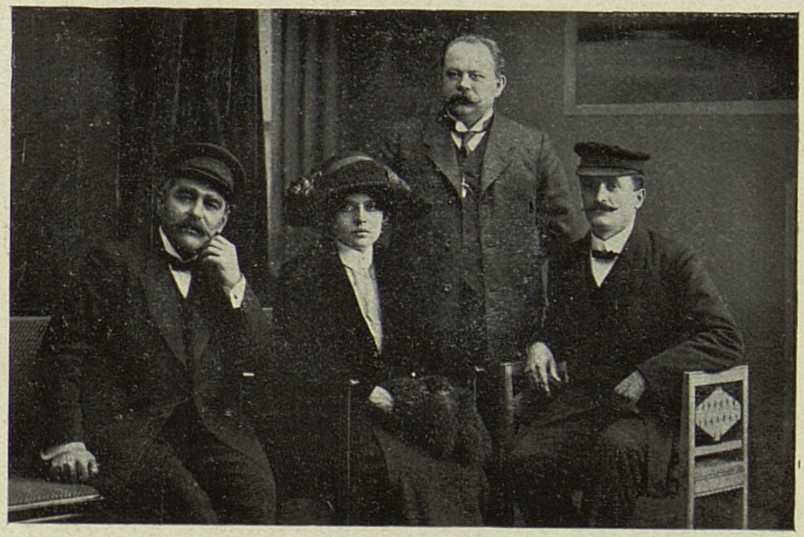
Činovníci českých mořských lázní Baška, zleva: Gradič, MUDr. Zdeňka Čermáková, Emil Geistlich, Ante Tudor (Světozor, 1912)